# Paculla
Paculla is een geslacht van spinnen uit de  familie van de Tetrablemmidae.

## Soorten
- Paculla cameronensis Shear, 1978
- Paculla granulosa (Thorell, 1881)
- Paculla mului Bourne, 1981
- Paculla negara Shear, 1978
- Paculla sulaimani Lehtinen, 1981
- Paculla wanlessi Bourne, 1981